# Ophidiaster bullisi
Ophidiaster bullisi is een zeester uit de familie Ophidiasteridae.
De wetenschappelijke naam van de soort werd in 1970 gepubliceerd door Maureen Downey.